# Wish You Were Here (canção de Incubus)
"Wish You Were Here" é o primeiro single da banda Incubus do álbum Morning View. Foi classificado em segundo lugar na Alternative Songs e quarto na Hot Mainstream Rock Tracks nesse ano.
Falando sobre o significado da música, o vocalista Brandon Boyd disse:
| “ | A música não é especificadamente sobre uma pessoa. Ela é sobre eu confessando um momento de minha vida e experiência com todos os outros que fizeram a gravação. Nesse momento, eu desejo que eu tivesse alguém para dizer, "Eu te amo, cara." Eu estou desejando que esse ali foi alguém que compartilhou esse momento comigo. | ” |

## Faixas

### CD single
1. Wish You Were Here
2. Mexico (live)
3. Drive (live)
4. Warmth (live)
5. Wish You Were Here (live)

### Australian CD single
1. Wish You Were Here
2. Mexico
3. Warmth (live)
4. Drive (live)

### UK CD single
1. Wish You Were Here (Album Version)
2. New Skin
3. Drive (Orchestral Studio Version)
4. Wish You Were Here (Video)

### UK DVD single
1. Wish You Were Here (Video) – Live at ‘The Morning View Sessions’
2. Wish You Were Here
3. A Certain Shade of Green
4. 4 x Video Clips from the session

## Videoclipe
No ataque terrorista de 11 de Setembro de 2001, o videoclipe original feito por Phil Harder de "Wish You Were Here" foi declarada inapropriada pela MTV. Boyd disse:
Nós gastamos muito dinheiro, muitos dias, sangue, suor, lágrimas, e então foi considerado inapropriado pelas pessoas e MTV... No vídeo original, nós emulamos uma cena do filme Head do The Monkees. No filme foram colocados milhares de mulheres gritando e exércitos, policiais, palhaços e fotografias. A única [coisa que eles fizeram] é pular. Nós [fotografou uma cena quando foi] andamos atrás dessas pessoas. Essa parte foi [avaliada] inapropriada - mulheres gritando, pessoas gritando. Então, nosso único lugar para ir é pular da fonte, e nos mostra caindo e nos beijando na água.
O segundo vídeo, que foi substancialmente no ar, tem a banda se apresentando em frente a um cenário escuro, uma luz brilha em frente deles. Ainda foi usado várias fotografias de natação e outras atividades de verão. A original versão da "ponte" foi mostrada mais tarde.